# (6607) Matsushima
(6607) Matsushima est un astéroïde de la ceinture principale.

## Description
(6607) Matsushima est un astéroïde de la ceinture principale. Il fut découvert le 29 octobre 1991 à Kitami par Kin Endate et Kazuro Watanabe. Il présente une orbite caractérisée par un demi-grand axe de 2,62 UA, une excentricité de 0,11 et une inclinaison de 4,7° par rapport à l'écliptique.

## Compléments